# Czuchów
Czuchów (prononciation : [ˈt͡ʂuxuf]) est un village polonais de la gmina de Platerów dans le powiat de Łosice de la voïvodie de Mazovie dans le centre-est de la Pologne.
Il se situe à environ 3 kilomètres au sud-ouest de Platerów (siège de la gmina), 10 kilomètres au nord-est de Łosice (siège du powiat) et à 123 kilomètres à l'est de Varsovie (capitale de la Pologne).
Le village possède une population de 176 habitants en 2010.

## Histoire
De 1975 à 1998, le village appartenait administrativement à la voïvodie de Biała Podlaska.